# روکوروکوبی

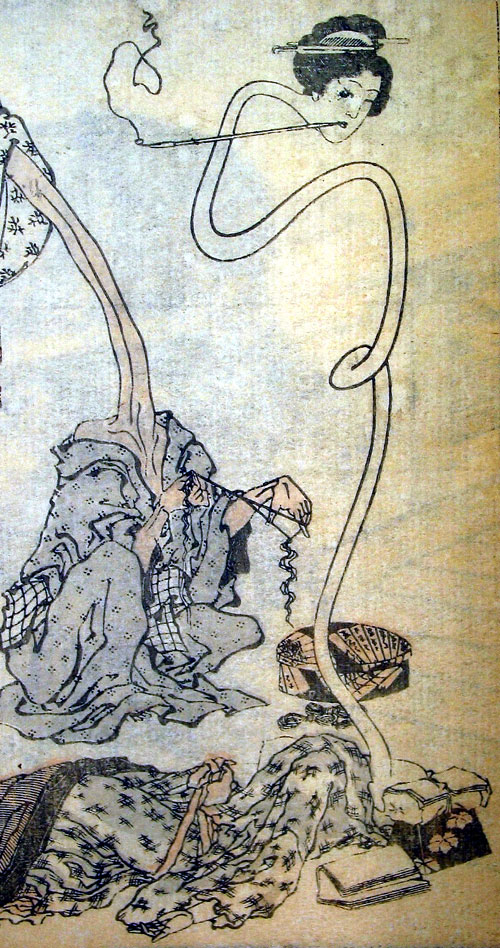
روکوروکوبی اثر کاتسوشیکا هوکوسائی

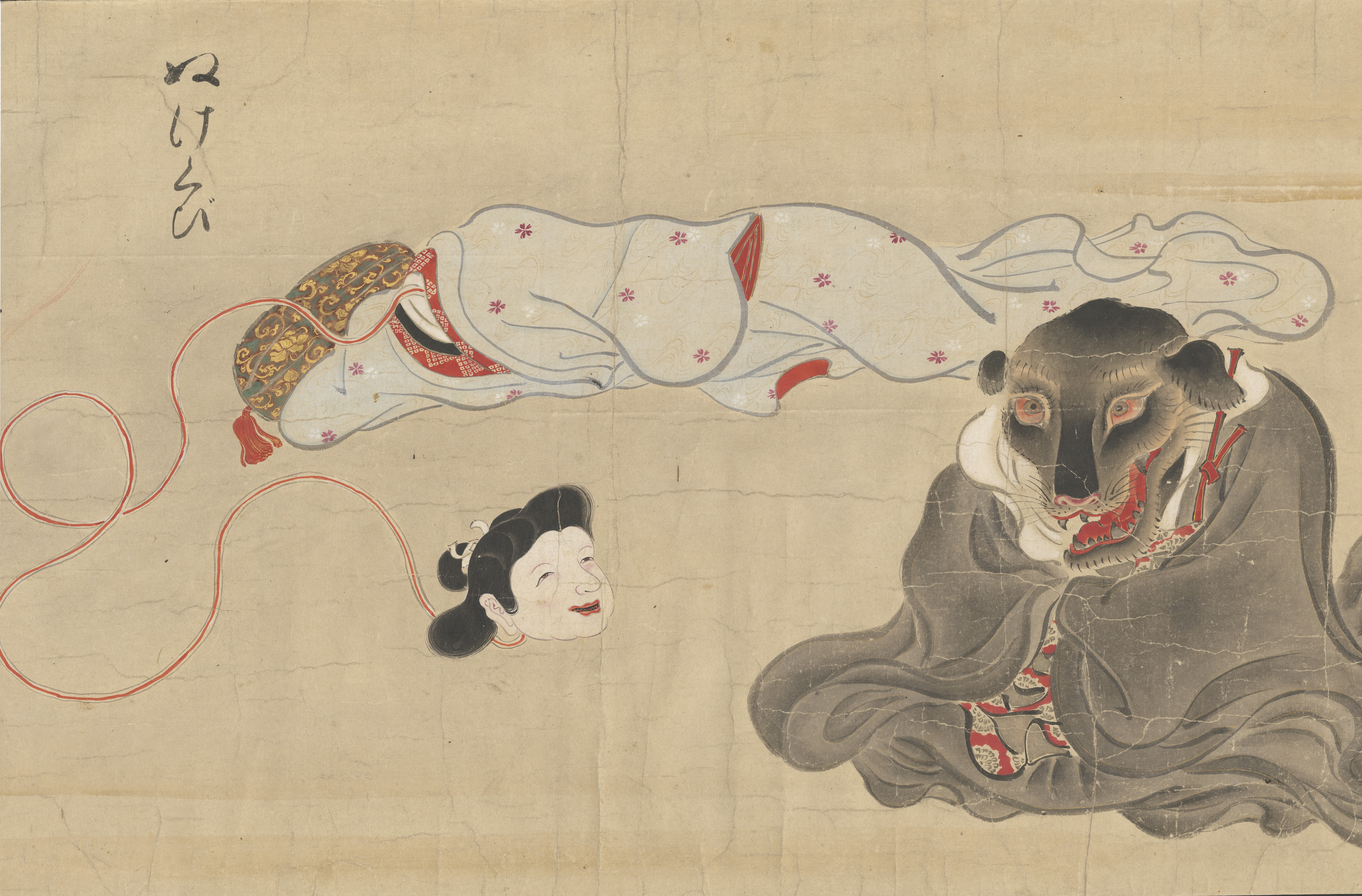
یک نوکه‌کوبی (چپ) در کنار یک اینوگامی (راست)

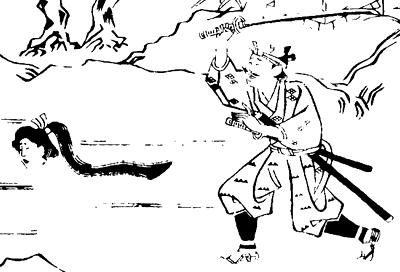
«افکار وحشیانهٔ یک زن این دور و بر پرسه می‌زند» از کتاب «سوروری مونوگاتاری»

روکوروکوبی (به ژاپنی: ろくろ首, 轆轤首) یک نوع از ارواح ژاپنی است. آن‌ها کاملاً شبیه انسان‌ها هستند، با یک تفاوت عمده. دو نوع روکوروکوبی وجود دارد: اولی گردنی کشیده دارد و دومی سرش از بدنش جدا شده و آزادانه پرواز می‌کند (نوکه‌کوبی). روکوروکوبی‌ها معمولاً در داستان‌های ارواح کلاسیک ژاپنی و در آثار یوکای حضور دارند. روکوروکوبی ممکن است صرفاً برای سرگرمی ایجاد شده باشد و منشأ به‌خصوصی در باورهای عامیانه یا افسانه‌های کهن نداشته باشد.

## ریشهٔ نام
کلمه روکوروکوبی احتمالاً از روکورو گرفته شده باشد که در ژاپنی ممکن است برای اشاره به چرخ سفالگری، چاه آب یا قرقره به‌کار رود.

## نوکه‌کوبی
نوکه‌کوبی‌ها روکوروکوبی‌هایی هستند که سرشان جدا شده و در هوا شناور می‌شود. این‌ها نخستین گونهٔ روکوروکوبی بودند و نوع دوم که گردنش کش می‌آید پس از آن‌ها به وجود آمده‌است. نوکه‌کوبی‌ها گاهی اعمال شرورانه‌ای مانند حمله به افراد در تاریکی شب و نوشیدن خون آن‌ها را انجام می‌دهند. در ادبیات کلاسیک ژاپنی داستان‌هایی دربارهٔ افرادی که شبانگاهان با سَرهای معلق در هوا مواجه می‌شوند، وجود دارد.
در بعضی متن‌ها جدا شدن سر از بدن به‌عنوان تمثیلی از جدایی روح از بدن درنظر گرفته می‌شود. برای مثال در کتاب «سوروری مونوگاتاری» (۱۶۶۳ میلادی) در فصل «افکار وحشیانهٔ یک زن این دور و بر پرسه می‌زنند» سَر سرگردان، تعبیری از روح زنی است که هنگام خواب از بدنش جدا شده‌است. در آن فصل، مردی یک نوکه‌کوبی را می‌بیند که ابتدا به یک مرغ و سپس به سَر شناور در هوا تبدیل می‌شود. مرد شمشیرش را برمی‌دارد و نوکه‌کوبی را تعقیب می‌کند. نوکه‌کوبی به داخل خانه‌ای می‌گریزد و از داخل خانه صدای زنی شنیده می‌شود که می‌گوید: «من یک خواب ترسناک دیدم. در راه برگشت به خانه یک مرد شمشیر به‌دست تعقیبم می‌کرد. تمام مدت داشتم از دست او فرار می‌کردم تا این‌که از خواب پریدم». داستان مشابهی در «شوکویو هایکو مونوگاتاری» (۱۶۷۷ میلادی) روایت شده که احتمالاً با الهام از داستان کتاب «سوروری مونوگاتاری» نگاشته شده‌است. در بخش «دربارهٔ روکوروکوبی در ولایت اچیزن» داستان مردی روایت می‌شود که تمام مسیر خانه را دنبال یک نوکه‌کوبی می‌کند که در واقع روح زنی است که از بدنش جدا شده‌است. در ادامه توضیح داده می‌شود که این زن از شدت شرمساری بابت عمل مجرمانه‌ای که مرتکب شده بوده، همسرش را ترک کرده، موهایش را تراشیده و خودکشی کرده‌است.
در کاشی یاوا (حدود ۱۸۲۱ میلادی) داستان زنی در استان هیتاچی روایت می‌شود که به یک بیماری لاعلاج مبتلا است. یک دوره‌گرد به شوهرش گفته‌است که کبد یک سگ سفید، زن را درمان می‌کند. شوهر، سگ خانگی‌شان را می‌کُشد و کبدش را به‌عنوان دارو به همسرش می‌دهد. زن درمان می‌شود اما مدتی بعد دختری به‌دنیا می‌آورد که یک روکوروکوبی است. زمانی که سَر روکوروکوبی جدا می‌شود و در هوا به پرواز در می‌آید، سگ سفید ظاهر می‌شود، سر را گاز می‌گیرد و روکوروکوبی را می‌کُشد.
اگرچه روکوروکوبی و نوکه‌کوبی معمولاً مؤنث هستند، اما در کتاب «شوسای هیکی» یک نوکه‌کوبی وجود دارد که مذکر است: هنگامی که یک روحانی در معبد به‌خواب رفته‌است، یک نوکه‌کوبی ظاهر می‌شود و به او نزدیک می‌شود. روحانی نوکه‌کوبی را گرفته و به کناری می‌اندازد. فردا صبح، نگهبان معبد درخواست ترک آن محل را می‌کند و زمانیکه از او دلیل این خواسته سؤال می‌شود می‌پرسد: دیشب یک سَر سرگردان را دیدید؟ روحانی جواب می‌دهد: بله! نگهبان توضیح می‌دهد که به بیماری نوکه‌کوبی مبتلاست و بیم آن دارد که این موضوع در انجام وظایفش خللی ایجاد کند. نگهبان به خانه‌اش در استان شیمزا بازمی‌گردد، جایی که تصور می‌شد نوکه‌کوبی یک «بیماری» شایع است.

## روکوروکوبی‌هایی که گردن کشیده دارند
اینطور به‌نظر می‌رسد که نظریه گردن‌دراز، ناشی از سوء تفسیرهای دیداری باشد. این عقیده وجود داشته که سَر نوکه‌کوبی‌ها با رشته‌ای دراز به تن‌شان متصل می‌شود. شکلی که این رشته در بعضی تصویرسازی‌ها ترسیم شده می‌تواند این تصور نادرست را به‌وجود بیاورد که یک گردن دراز است نه یک رشته یا ریسمان.